# Bredene Koksijde Classic 2023
La Bredene Koksijde Classic 2023 ou Bredene Coxyde Classic 2023 est la 12e édition de cette course cycliste masculine sur route, auparavant appelée Handzame Classic. Elle a lieu le 17 mars 2023 dans la province de Flandre-Occidentale, en Belgique, entre Bredene et Coxyde. Elle fait partie du calendrier UCI ProSeries 2023 en catégorie 1.Pro.

## Présentation

### Équipes
Dix-huit équipes participent à cette Bredene Koksijde Classic : sept WorldTeams, neuf ProTeams et deux équipes continentales.
| WorldTeams (7)- Alpecin-Deceuninck - Intermarché-Circus-Wanty - Soudal Quick-Step - Arkéa-Samsic - Team DSM - Trek-Segafredo - UAE Team Emirates ProTeams (10)- Bingoal WB - Human Powered Health - Israel-Premier Tech - Lotto Dstny - Q36.5 Pro Cycling Team - Team Corratec - Team Flanders-Baloise - Team Novo Nordisk - TotalEnergies - Uno-X Pro Cycling Team Équipes continentales (3)- Volkerwessels Cycling Team - TDT-Unibet - Tarteletto-Isorex |
| |

## Classements

### Classement final
| \| Classement général \| Classement général \| Classement général \| Classement général \| Classement général \| \| Coureur \| Coureur \| Pays \| Équipe \| Temps \| \| ------------------ \| -------------------- \| ------------------ \| ------------------------ \| ------------------ \| \| 1er \| Gerben Thijssen \| Belgique \| Intermarché-Circus-Wanty \| 4 h 17 min 44 s \| \| 2e \| Pascal Ackermann \| Allemagne \| UAE Team Emirates \| + 0 s \| \| 3e \| Sam Welsford \| Australie \| Team DSM \| + 0 s \| \| 4e \| Lionel Taminiaux \| Belgique \| Alpecin-Deceuninck \| + 0 s \| \| 5e \| Jakub Mareczko \| Italie \| Alpecin-Deceuninck \| + 0 s \| \| 6e \| Rüdiger Selig \| Allemagne \| Lotto Dstny \| + 0 s \| \| 7e \| Sebastián Molano \| Colombie \| UAE Team Emirates \| + 0 s \| \| 8e \| Sean Flynn \| Royaume-Uni \| Team DSM \| + 0 s \| \| 9e \| Kristoffer Halvorsen \| Norvège \| Uno-X Pro Cycling Team \| + 0 s \| \| 10e \| Edward Theuns \| Belgique \| Trek-Segafredo \| + 0 s \| |                      |             |                          |                 |
| |                      |             |                          |                 |
| Sources : ProCyclingStats Cycling Quotient Cycling Archives |                      |             |                          |                 |
| Classement général |                      |             |                          |                 |
| Coureur | Coureur              | Pays        | Équipe                   | Temps           |
| 1er | Gerben Thijssen      | Belgique    | Intermarché-Circus-Wanty | 4 h 17 min 44 s |
| 2e | Pascal Ackermann     | Allemagne   | UAE Team Emirates        | + 0 s           |
| 3e | Sam Welsford         | Australie   | Team DSM                 | + 0 s           |
| 4e | Lionel Taminiaux     | Belgique    | Alpecin-Deceuninck       | + 0 s           |
| 5e | Jakub Mareczko       | Italie      | Alpecin-Deceuninck       | + 0 s           |
| 6e | Rüdiger Selig        | Allemagne   | Lotto Dstny              | + 0 s           |
| 7e | Sebastián Molano     | Colombie    | UAE Team Emirates        | + 0 s           |
| 8e | Sean Flynn           | Royaume-Uni | Team DSM                 | + 0 s           |
| 9e | Kristoffer Halvorsen | Norvège     | Uno-X Pro Cycling Team   | + 0 s           |
| 10e | Edward Theuns        | Belgique    | Trek-Segafredo           | + 0 s           |

### Classement UCI
La course attribue des points au classement mondial UCI 2023 selon le barème suivant :
| Position           | 1er | 2e  | 3e  | 4e  | 5e | 6e | 7e | 8e | 9e | 10e | 11e | 12e | 13e | 14e | 15e | 16e à 30e | 31e à 40e |
| Classement général | 200 | 150 | 125 | 100 | 85 | 70 | 60 | 50 | 40 | 35  | 30  | 25  | 20  | 15  | 10  | 5         | 3         |

## Liste des participants
| UAE Team Emirates UAD | UAE Team Emirates UAD      | UAE Team Emirates UAD |
| --------------------- | -------------------------- | --------------------- |
| Num                   | Coureur                    | Pos                   |
| 1                     | Pascal Ackermann (GER)     | 2e                    |
| 2                     | Ivo Oliveira (POR)         | 67e                   |
| 3                     | Ryan Gibbons (RSA)         | 56e                   |
| 4                     | Sjoerd Bax (NED)           | 88e                   |
| 5                     | Mikkel Bjerg (DEN)         | 80e                   |
| 6                     | Vegard Stake Laengen (NOR) | 84e                   |
| 7                     | Sebastián Molano (COL)     | 7e                    |

| Soudal Quick-Step SOQ | Soudal Quick-Step SOQ     | Soudal Quick-Step SOQ |
| --------------------- | ------------------------- | --------------------- |
| Num                   | Coureur                   | Pos                   |
| 11                    | Tim Merlier (BEL) (route) | 22e                   |
| 12                    | Josef Černý (CZE)         | AB                    |
| 13                    | Jannik Steimle (GER)      | 55e                   |
| 14                    | Martin Svrček (SVK)       | 45e                   |
| 15                    | Bert Van Lerberghe (BEL)  | 35e                   |
| 16                    | Stan Van Tricht (BEL)     | 44e                   |
| 17                    | Ethan Vernon (GBR)        | 33e                   |

| Alpecin-Deceuninck ADC | Alpecin-Deceuninck ADC  | Alpecin-Deceuninck ADC |
| ---------------------- | ----------------------- | ---------------------- |
| Num                    | Coureur                 | Pos                    |
| 21                     | Ayco Bastiaens (BEL)    | 78e                    |
| 22                     | Lionel Taminiaux (BEL)  | 4e                     |
| 23                     | Jonas Rickaert (BEL)    | 90e                    |
| 24                     | Jakub Mareczko (ITA)    | 5e                     |
| 25                     | Edward Planckaert (BEL) | 73e                    |
| 26                     | Jensen Plowright (AUS)  | 28e                    |
| 27                     | Senne Leysen (BEL)      | AB                     |

| Intermarché-Circus-Wanty ICW | Intermarché-Circus-Wanty ICW | Intermarché-Circus-Wanty ICW |
| ---------------------------- | ---------------------------- | ---------------------------- |
| Num                          | Coureur                      | Pos                          |
| 31                           | Dries De Pooter (BEL)        | 64e                          |
| 32                           | Julius Johansen (DEN)        | 79e                          |
| 33                           | Madis Mihkels (EST)          | NP                           |
| 34                           | Laurenz Rex (BEL)            | 58e                          |
| 35                           | Baptiste Planckaert (BEL)    | 74e                          |
| 36                           | Gerben Thijssen (BEL)        | 1er                          |
| 37                           | Boy van Poppel (NED)         | 51e                          |

| Arkéa-Samsic ARK | Arkéa-Samsic ARK        | Arkéa-Samsic ARK |
| ---------------- | ----------------------- | ---------------- |
| Num              | Coureur                 | Pos              |
| 41               | Hugo Hofstetter (FRA)   | AB               |
| 42               | Louis Barré (FRA)       | 72e              |
| 43               | Anthony Delaplace (FRA) | 49e              |
| 44               | David Dekker (NED)      | 21e              |
| 45               | Daniel McLay (GBR)      | 50e              |
| 46               | Łukasz Owsian (POL)     | 61e              |
| 47               | Andrii Ponomar (UKR)    | AB               |

| Trek-Segafredo TFS | Trek-Segafredo TFS          | Trek-Segafredo TFS |
| ------------------ | --------------------------- | ------------------ |
| Num                | Coureur                     | Pos                |
| 51                 | Marc Brustenga (ESP)        | AB                 |
| 52                 | Emīls Liepiņš (LAT) (route) | 53e                |
| 53                 | Thibau Nys (BEL)            | 62e                |
| 54                 | Edward Theuns (BEL)         | 10e                |
| 55                 | Mathias Vacek (CZE)         | 52e                |

| Team DSM DSM | Team DSM DSM               | Team DSM DSM |
| ------------ | -------------------------- | ------------ |
| Num          | Coureur                    | Pos          |
| 61           | Sam Welsford (AUS)         | 3e           |
| 62           | Tobias Lund Andresen (DEN) | 59e          |
| 63           | Patrick Eddy (AUS)         | 69e          |
| 64           | Leon Heinschke (GER)       | 71e          |
| 65           | Sean Flynn (GBR)           | 8e           |
| 66           | Tim Naberman (NED)         | 47e          |

| Lotto Dstny LTD | Lotto Dstny LTD           | Lotto Dstny LTD |
| --------------- | ------------------------- | --------------- |
| Num             | Coureur                   | Pos             |
| 71              | Victor Campenaerts (BEL)  | AB              |
| 72              | Cédric Beullens (BEL)     | 23e             |
| 73              | Brent Van Moer (BEL)      | 54e             |
| 74              | Michael Schwarzmann (GER) | 70e             |
| 75              | Rüdiger Selig (GER)       | 6e              |
| 76              | Liam Slock (BEL)          | 41e             |
| 77              | Florian Vermeersch (BEL)  | AB              |

| Uno-X Pro Cycling Team UXT | Uno-X Pro Cycling Team UXT   | Uno-X Pro Cycling Team UXT |
| -------------------------- | ---------------------------- | -------------------------- |
| Num                        | Coureur                      | Pos                        |
| 81                         | Fredrik Dversnes (NOR)       | 83e                        |
| 82                         | Stian Fredheim (NOR)         | 38e                        |
| 83                         | Tord Gudmestad (NOR)         | 46e                        |
| 84                         | Kristoffer Halvorsen (NOR)   | 9e                         |
| 85                         | Louis Bendixen (DEN)         | 85e                        |
| 87                         | Martin Bugge Urianstad (NOR) | 86e                        |

| Israel-Premier Tech IPT | Israel-Premier Tech IPT      | Israel-Premier Tech IPT |
| ----------------------- | ---------------------------- | ----------------------- |
| Num                     | Coureur                      | Pos                     |
| 91                      | Guy Sagiv (ISR)              | 43e                     |
| 92                      | Itamar Einhorn (ISR) (route) | 12e                     |
| 94                      | Riley Pickrell (CAN)         | 63e                     |
| 95                      | Jens Reynders (BEL)          | 37e                     |
| 96                      | Roi Weinberg (ISR)           | AB                      |
| 97                      | Tom Van Asbroeck (BEL)       | 18e                     |

| TotalEnergies TEN | TotalEnergies TEN          | TotalEnergies TEN |
| ----------------- | -------------------------- | ----------------- |
| Num               | Coureur                    | Pos               |
| 101               | Edvald Boasson Hagen (NOR) | 17e               |
| 102               | Émilien Jeannière (FRA)    | 34e               |
| 103               | Lorrenzo Manzin (FRA)      | 82e               |
| 105               | Jason Tesson (FRA)         | AB                |
| 106               | Dries Van Gestel (BEL)     | NP                |
| 107               | Mattéo Vercher (FRA)       | 76e               |

| Bingoal WB BWB | Bingoal WB BWB                 | Bingoal WB BWB |
| -------------- | ------------------------------ | -------------- |
| Num            | Coureur                        | Pos            |
| 111            | Louis Blouwe (BEL)             | 29e            |
| 112            | Nathan Vandepitte (FRA)        | 13e            |
| 113            | Matteo Malucelli (ITA)         | 15e            |
| 114            | Alexander Salby (DEN)          | AB             |
| 115            | Luca Van Boven (BEL)           | 30e            |
| 116            | Guillaume Van Keirsbulck (BEL) | AB             |
| 117            | Karl Patrick Lauk (EST)        | 77e            |

| Team Flanders-Baloise TFB | Team Flanders-Baloise TFB | Team Flanders-Baloise TFB |
| ------------------------- | ------------------------- | ------------------------- |
| Num                       | Coureur                   | Pos                       |
| 121                       | Noah Vandenbranden (BEL)  | AB                        |
| 122                       | Alex Colman (BEL)         | 24e                       |
| 123                       | Ruben Apers (BEL)         | 48e                       |
| 124                       | Tuur Dens (BEL)           | 89e                       |
| 125                       | Milan Fretin (BEL)        | AB                        |
| 126                       | Aaron Verwilst (BEL)      | AB                        |
| 127                       | Jules Hesters (BEL)       | AB                        |

| Human Powered Health HPM | Human Powered Health HPM | Human Powered Health HPM |
| ------------------------ | ------------------------ | ------------------------ |
| Num                      | Coureur                  | Pos                      |
| 131                      | Sasha Weemaes (BEL)      | AB                       |
| 132                      | Adam de Vos (CAN)        | AB                       |
| 133                      | August Jensen (NOR)      | 19e                      |
| 136                      | Gijs Van Hoecke (BEL)    | 40e                      |
| 137                      | Matthew Gibson (GBR)     | AB                       |

| Team Corratec COR | Team Corratec COR         | Team Corratec COR |
| ----------------- | ------------------------- | ----------------- |
| Num               | Coureur                   | Pos               |
| 141               | Antonio Barać (CRO)       | NP                |
| 142               | Charlie Quarterman (GBR)  | AB                |
| 143               | Nicolas Dalla Valle (ITA) | AB                |
| 144               | Giulio Masotto (ITA)      | AB                |
| 145               | Lorenzo Quartucci (ITA)   | AB                |
| 146               | Etienne van Empel (NED)   | 42e               |
| 147               | Samuele Zambelli (ITA)    | AB                |

| Q36.5 Pro Cycling Team Q36 | Q36.5 Pro Cycling Team Q36 | Q36.5 Pro Cycling Team Q36 |
| -------------------------- | -------------------------- | -------------------------- |
| Num                        | Coureur                    | Pos                        |
| 151                        | Fabio Christen (SUI)       | AB                         |
| 153                        | Kamil Małecki (POL)        | 81e                        |
| 154                        | Tom Devriendt (BEL)        | 68e                        |
| 155                        | Nicolò Parisini (ITA)      | 75e                        |
| 156                        | Szymon Sajnok (POL)        | 14e                        |
| 157                        | Nickolas Zukowsky (CAN)    | 57e                        |

| Team Novo Nordisk TNN | Team Novo Nordisk TNN | Team Novo Nordisk TNN |
| --------------------- | --------------------- | --------------------- |
| Num                   | Coureur               | Pos                   |
| 171                   | Joonas Henttala (FIN) | AB                    |
| 172                   | Declan Irvine (AUS)   | AB                    |
| 173                   | Matyáš Kopecký (CZE)  | 31e                   |
| 174                   | Péter Kusztor (HUN)   | AB                    |
| 175                   | Andrea Peron (ITA)    | 16e                   |
| 176                   | Robbe Ceurens (BEL)   | AB                    |
| 177                   | Logan Phippen (USA)   | AB                    |

| Tarteletto-Isorex TIS | Tarteletto-Isorex TIS    | Tarteletto-Isorex TIS |
| --------------------- | ------------------------ | --------------------- |
| Num                   | Coureur                  | Pos                   |
| 181                   | Timothy Dupont (BEL)     | 20e                   |
| 182                   | Torsten Demeyere (BEL)   | AB                    |
| 183                   | Jonas Geens (BEL)        | AB                    |
| 184                   | Andreas Goeman (BEL)     | 66e                   |
| 185                   | Thomas Joseph (BEL)      | 27e                   |
| 186                   | Thibau Verhofstadt (BEL) | AB                    |
| 187                   | Mauro Verwilt (BEL)      | AB                    |

| TDT-Unibet TDT | TDT-Unibet TDT         | TDT-Unibet TDT |
| -------------- | ---------------------- | -------------- |
| Num            | Coureur                | Pos            |
| 191            | Joren Bloem (NED)      | 25e            |
| 192            | Davide Bomboi (BEL)    | 36e            |
| 193            | Jordy Bouts (BEL)      | AB             |
| 194            | Martijn Budding (NED)  | 11e            |
| 195            | Tomáš Kopecký (CZE)    | 65e            |
| 196            | Abram Stockman (BEL)   | 39e            |
| 197            | Yentl Vandevelde (BEL) | AB             |

| VolkerWessels Cycling Team VWE | VolkerWessels Cycling Team VWE  | VolkerWessels Cycling Team VWE |
| ------------------------------ | ------------------------------- | ------------------------------ |
| Num                            | Coureur                         | Pos                            |
| 201                            | Jord Baak (NED)                 | AB                             |
| 202                            | Zak Coleman (GBR)               | 32e                            |
| 203                            | Nick van der Meer (NED)         | 26e                            |
| 204                            | Daan van Sintmaartensdijk (NED) | AB                             |
| 205                            | Timo de Jong (NED)              | 87e                            |
| 206                            | Coen Vermeltfoort (NED)         | 60e                            |
| 207                            | Thimo Willems (BEL)             | AB                             |

| UAE Team Emirates UAD | UAE Team Emirates UAD      | UAE Team Emirates UAD |
| --------------------- | -------------------------- | --------------------- |
| Num                   | Coureur                    | Pos                   |
| 1                     | Pascal Ackermann (GER)     | 2e                    |
| 2                     | Ivo Oliveira (POR)         | 67e                   |
| 3                     | Ryan Gibbons (RSA)         | 56e                   |
| 4                     | Sjoerd Bax (NED)           | 88e                   |
| 5                     | Mikkel Bjerg (DEN)         | 80e                   |
| 6                     | Vegard Stake Laengen (NOR) | 84e                   |
| 7                     | Sebastián Molano (COL)     | 7e                    |

| Soudal Quick-Step SOQ | Soudal Quick-Step SOQ     | Soudal Quick-Step SOQ |
| --------------------- | ------------------------- | --------------------- |
| Num                   | Coureur                   | Pos                   |
| 11                    | Tim Merlier (BEL) (route) | 22e                   |
| 12                    | Josef Černý (CZE)         | AB                    |
| 13                    | Jannik Steimle (GER)      | 55e                   |
| 14                    | Martin Svrček (SVK)       | 45e                   |
| 15                    | Bert Van Lerberghe (BEL)  | 35e                   |
| 16                    | Stan Van Tricht (BEL)     | 44e                   |
| 17                    | Ethan Vernon (GBR)        | 33e                   |

| Alpecin-Deceuninck ADC | Alpecin-Deceuninck ADC  | Alpecin-Deceuninck ADC |
| ---------------------- | ----------------------- | ---------------------- |
| Num                    | Coureur                 | Pos                    |
| 21                     | Ayco Bastiaens (BEL)    | 78e                    |
| 22                     | Lionel Taminiaux (BEL)  | 4e                     |
| 23                     | Jonas Rickaert (BEL)    | 90e                    |
| 24                     | Jakub Mareczko (ITA)    | 5e                     |
| 25                     | Edward Planckaert (BEL) | 73e                    |
| 26                     | Jensen Plowright (AUS)  | 28e                    |
| 27                     | Senne Leysen (BEL)      | AB                     |

| Intermarché-Circus-Wanty ICW | Intermarché-Circus-Wanty ICW | Intermarché-Circus-Wanty ICW |
| ---------------------------- | ---------------------------- | ---------------------------- |
| Num                          | Coureur                      | Pos                          |
| 31                           | Dries De Pooter (BEL)        | 64e                          |
| 32                           | Julius Johansen (DEN)        | 79e                          |
| 33                           | Madis Mihkels (EST)          | NP                           |
| 34                           | Laurenz Rex (BEL)            | 58e                          |
| 35                           | Baptiste Planckaert (BEL)    | 74e                          |
| 36                           | Gerben Thijssen (BEL)        | 1er                          |
| 37                           | Boy van Poppel (NED)         | 51e                          |

| Arkéa-Samsic ARK | Arkéa-Samsic ARK        | Arkéa-Samsic ARK |
| ---------------- | ----------------------- | ---------------- |
| Num              | Coureur                 | Pos              |
| 41               | Hugo Hofstetter (FRA)   | AB               |
| 42               | Louis Barré (FRA)       | 72e              |
| 43               | Anthony Delaplace (FRA) | 49e              |
| 44               | David Dekker (NED)      | 21e              |
| 45               | Daniel McLay (GBR)      | 50e              |
| 46               | Łukasz Owsian (POL)     | 61e              |
| 47               | Andrii Ponomar (UKR)    | AB               |

| Trek-Segafredo TFS | Trek-Segafredo TFS          | Trek-Segafredo TFS |
| ------------------ | --------------------------- | ------------------ |
| Num                | Coureur                     | Pos                |
| 51                 | Marc Brustenga (ESP)        | AB                 |
| 52                 | Emīls Liepiņš (LAT) (route) | 53e                |
| 53                 | Thibau Nys (BEL)            | 62e                |
| 54                 | Edward Theuns (BEL)         | 10e                |
| 55                 | Mathias Vacek (CZE)         | 52e                |

| Team DSM DSM | Team DSM DSM               | Team DSM DSM |
| ------------ | -------------------------- | ------------ |
| Num          | Coureur                    | Pos          |
| 61           | Sam Welsford (AUS)         | 3e           |
| 62           | Tobias Lund Andresen (DEN) | 59e          |
| 63           | Patrick Eddy (AUS)         | 69e          |
| 64           | Leon Heinschke (GER)       | 71e          |
| 65           | Sean Flynn (GBR)           | 8e           |
| 66           | Tim Naberman (NED)         | 47e          |

| Lotto Dstny LTD | Lotto Dstny LTD           | Lotto Dstny LTD |
| --------------- | ------------------------- | --------------- |
| Num             | Coureur                   | Pos             |
| 71              | Victor Campenaerts (BEL)  | AB              |
| 72              | Cédric Beullens (BEL)     | 23e             |
| 73              | Brent Van Moer (BEL)      | 54e             |
| 74              | Michael Schwarzmann (GER) | 70e             |
| 75              | Rüdiger Selig (GER)       | 6e              |
| 76              | Liam Slock (BEL)          | 41e             |
| 77              | Florian Vermeersch (BEL)  | AB              |

| Uno-X Pro Cycling Team UXT | Uno-X Pro Cycling Team UXT   | Uno-X Pro Cycling Team UXT |
| -------------------------- | ---------------------------- | -------------------------- |
| Num                        | Coureur                      | Pos                        |
| 81                         | Fredrik Dversnes (NOR)       | 83e                        |
| 82                         | Stian Fredheim (NOR)         | 38e                        |
| 83                         | Tord Gudmestad (NOR)         | 46e                        |
| 84                         | Kristoffer Halvorsen (NOR)   | 9e                         |
| 85                         | Louis Bendixen (DEN)         | 85e                        |
| 87                         | Martin Bugge Urianstad (NOR) | 86e                        |

| Israel-Premier Tech IPT | Israel-Premier Tech IPT      | Israel-Premier Tech IPT |
| ----------------------- | ---------------------------- | ----------------------- |
| Num                     | Coureur                      | Pos                     |
| 91                      | Guy Sagiv (ISR)              | 43e                     |
| 92                      | Itamar Einhorn (ISR) (route) | 12e                     |
| 94                      | Riley Pickrell (CAN)         | 63e                     |
| 95                      | Jens Reynders (BEL)          | 37e                     |
| 96                      | Roi Weinberg (ISR)           | AB                      |
| 97                      | Tom Van Asbroeck (BEL)       | 18e                     |

| TotalEnergies TEN | TotalEnergies TEN          | TotalEnergies TEN |
| ----------------- | -------------------------- | ----------------- |
| Num               | Coureur                    | Pos               |
| 101               | Edvald Boasson Hagen (NOR) | 17e               |
| 102               | Émilien Jeannière (FRA)    | 34e               |
| 103               | Lorrenzo Manzin (FRA)      | 82e               |
| 105               | Jason Tesson (FRA)         | AB                |
| 106               | Dries Van Gestel (BEL)     | NP                |
| 107               | Mattéo Vercher (FRA)       | 76e               |

| Bingoal WB BWB | Bingoal WB BWB                 | Bingoal WB BWB |
| -------------- | ------------------------------ | -------------- |
| Num            | Coureur                        | Pos            |
| 111            | Louis Blouwe (BEL)             | 29e            |
| 112            | Nathan Vandepitte (FRA)        | 13e            |
| 113            | Matteo Malucelli (ITA)         | 15e            |
| 114            | Alexander Salby (DEN)          | AB             |
| 115            | Luca Van Boven (BEL)           | 30e            |
| 116            | Guillaume Van Keirsbulck (BEL) | AB             |
| 117            | Karl Patrick Lauk (EST)        | 77e            |

| Team Flanders-Baloise TFB | Team Flanders-Baloise TFB | Team Flanders-Baloise TFB |
| ------------------------- | ------------------------- | ------------------------- |
| Num                       | Coureur                   | Pos                       |
| 121                       | Noah Vandenbranden (BEL)  | AB                        |
| 122                       | Alex Colman (BEL)         | 24e                       |
| 123                       | Ruben Apers (BEL)         | 48e                       |
| 124                       | Tuur Dens (BEL)           | 89e                       |
| 125                       | Milan Fretin (BEL)        | AB                        |
| 126                       | Aaron Verwilst (BEL)      | AB                        |
| 127                       | Jules Hesters (BEL)       | AB                        |

| Human Powered Health HPM | Human Powered Health HPM | Human Powered Health HPM |
| ------------------------ | ------------------------ | ------------------------ |
| Num                      | Coureur                  | Pos                      |
| 131                      | Sasha Weemaes (BEL)      | AB                       |
| 132                      | Adam de Vos (CAN)        | AB                       |
| 133                      | August Jensen (NOR)      | 19e                      |
| 136                      | Gijs Van Hoecke (BEL)    | 40e                      |
| 137                      | Matthew Gibson (GBR)     | AB                       |

| Team Corratec COR | Team Corratec COR         | Team Corratec COR |
| ----------------- | ------------------------- | ----------------- |
| Num               | Coureur                   | Pos               |
| 141               | Antonio Barać (CRO)       | NP                |
| 142               | Charlie Quarterman (GBR)  | AB                |
| 143               | Nicolas Dalla Valle (ITA) | AB                |
| 144               | Giulio Masotto (ITA)      | AB                |
| 145               | Lorenzo Quartucci (ITA)   | AB                |
| 146               | Etienne van Empel (NED)   | 42e               |
| 147               | Samuele Zambelli (ITA)    | AB                |

| Q36.5 Pro Cycling Team Q36 | Q36.5 Pro Cycling Team Q36 | Q36.5 Pro Cycling Team Q36 |
| -------------------------- | -------------------------- | -------------------------- |
| Num                        | Coureur                    | Pos                        |
| 151                        | Fabio Christen (SUI)       | AB                         |
| 153                        | Kamil Małecki (POL)        | 81e                        |
| 154                        | Tom Devriendt (BEL)        | 68e                        |
| 155                        | Nicolò Parisini (ITA)      | 75e                        |
| 156                        | Szymon Sajnok (POL)        | 14e                        |
| 157                        | Nickolas Zukowsky (CAN)    | 57e                        |

| Team Novo Nordisk TNN | Team Novo Nordisk TNN | Team Novo Nordisk TNN |
| --------------------- | --------------------- | --------------------- |
| Num                   | Coureur               | Pos                   |
| 171                   | Joonas Henttala (FIN) | AB                    |
| 172                   | Declan Irvine (AUS)   | AB                    |
| 173                   | Matyáš Kopecký (CZE)  | 31e                   |
| 174                   | Péter Kusztor (HUN)   | AB                    |
| 175                   | Andrea Peron (ITA)    | 16e                   |
| 176                   | Robbe Ceurens (BEL)   | AB                    |
| 177                   | Logan Phippen (USA)   | AB                    |

| Tarteletto-Isorex TIS | Tarteletto-Isorex TIS    | Tarteletto-Isorex TIS |
| --------------------- | ------------------------ | --------------------- |
| Num                   | Coureur                  | Pos                   |
| 181                   | Timothy Dupont (BEL)     | 20e                   |
| 182                   | Torsten Demeyere (BEL)   | AB                    |
| 183                   | Jonas Geens (BEL)        | AB                    |
| 184                   | Andreas Goeman (BEL)     | 66e                   |
| 185                   | Thomas Joseph (BEL)      | 27e                   |
| 186                   | Thibau Verhofstadt (BEL) | AB                    |
| 187                   | Mauro Verwilt (BEL)      | AB                    |

| TDT-Unibet TDT | TDT-Unibet TDT         | TDT-Unibet TDT |
| -------------- | ---------------------- | -------------- |
| Num            | Coureur                | Pos            |
| 191            | Joren Bloem (NED)      | 25e            |
| 192            | Davide Bomboi (BEL)    | 36e            |
| 193            | Jordy Bouts (BEL)      | AB             |
| 194            | Martijn Budding (NED)  | 11e            |
| 195            | Tomáš Kopecký (CZE)    | 65e            |
| 196            | Abram Stockman (BEL)   | 39e            |
| 197            | Yentl Vandevelde (BEL) | AB             |

| VolkerWessels Cycling Team VWE | VolkerWessels Cycling Team VWE  | VolkerWessels Cycling Team VWE |
| ------------------------------ | ------------------------------- | ------------------------------ |
| Num                            | Coureur                         | Pos                            |
| 201                            | Jord Baak (NED)                 | AB                             |
| 202                            | Zak Coleman (GBR)               | 32e                            |
| 203                            | Nick van der Meer (NED)         | 26e                            |
| 204                            | Daan van Sintmaartensdijk (NED) | AB                             |
| 205                            | Timo de Jong (NED)              | 87e                            |
| 206                            | Coen Vermeltfoort (NED)         | 60e                            |
| 207                            | Thimo Willems (BEL)             | AB                             |